# Torpedo torpedo
Torpedo torpedo は、シビレエイ目のエイの一種。ビスケー湾からアンゴラまでの地中海と大西洋東部に分布し、通常沿岸部の浅い砂地に生息する底魚。体長は60センチメートルに達し、体盤は円形で、短く太い尾には二基の背鰭と大きな尾鰭がある。背面には通常5つの目立つ青い斑点があり、噴水孔の縁には小さな隆起がある。
攻撃と防御のために、最大200ボルトの強力な電気を発する。夜行性で単独で生活し、主に硬骨魚類や甲殻類を捕食する。無胎盤性の胎生であり、胚は卵黄と子宮分泌液によって栄養を与えられる。4 - 8か月の妊娠期間を経て、雌は毎年夏の終わりから秋にかけて、最大28頭の仔エイを産む。感電すると痛みを伴うが、人体への危険はほとんど無い。その発電能力を古代ギリシャ人やローマ人は医療に使用していた。現代では経済的価値は無く、混獲された場合ほとんどが捨てられている。漁業が生息数に与える影響は不明で、国際自然保護連合（IUCN）により危急種に指定されている。

## 分類・名称
古代から人々によく知られており、Torpedo はシビレエイの古代ローマでの名で、「麻痺する」を意味するラテン語の torpere に由来する。「分類学の父」として知られるカール・リンネは、1758年の『自然の体系(英語版)』(第10版)で本種を Raja torpedo として記載した。しかしリンネ以前の少なくとも 52 の情報源にも、Torpedo、Raja tota lævis、Torpedo maculosa、Torpedo Sinûs Persici などのさまざまな名前で登場していた。リンネの記述を含むこれらの初期の記述は、本種と他のシビレエイが混同されていた。リンネはタイプ標本を示さなかったため、レクトタイプまたはネオタイプの指定が保証されているが、まだ行われていない。
アンドレ・マリー・コンスタン・デュメリルは、1806 年の『Zoologie analytique』の中で Torpedo 属に言及した。デュメリルは種を指定しなかった。シャルル・リュシアン・ボナパルトは1838年に本種を Torpedo 属に分類した。当時は単型属だったため、本種が基準種となった。

## 分布と生息地
ビスケー湾からアンゴラにかけての東部大西洋に分布する。地中海にも分布し、海盆西部で生息密度が高い。ベルギー海域からの記録は誤認である可能性が高い。ヨーロッパでは、他のシビレエイよりも稀。温かい海域を好むため地中海以北では少なく、地中海では南ヨーロッパ沖よりも北アフリカ沖に多い。
生息水深は2 - 70メートル、最深400メートル。沿岸部の砂地や藻場などに生息する。

## 形態
体盤はほぼ円形で前縁は平行、幅は長さの約1.3 - 1.4 倍。2つの大きな発電器官が、頭の皮膚の下に見える。目は小さく、後ろに同程度の大きさの噴水孔がある。噴水孔の側縁と後縁には小さな隆起があり、成長とともに大きさが小さくなり、大型個体では見られないこともある。噴水孔の後ろには、一対の顕著な粘液孔がある。鼻孔の間には、幅広の四角形の皮褶がある。歯は小さく、密集して五角形に並ぶ。歯には鋭い尖頭が1つある。歯列は上顎で約22 - 24列、下顎で20 - 22列。5対の鰓孔は体盤腹側にある。
腹鰭は体盤から離れており、外側縁は丸い。尾は太短く、両側に皮褶があり、背鰭が二基ある。第一背鰭は第二背鰭よりわずかに大きい。尾鰭はよく発達し、角が鈍い三角形。皮膚は滑らかで柔らかく、皮歯は全く無い。背面はオレンジ色から赤褐色で、特徴的な大きな斑点がある。斑点は青色で、暗色に縁取られ、さらにその周りは明色で縁取られる。通常5つの斑点が3つと2つに対称的に配置されている。斑点が少ない個体もおり、ごく稀に5個を超える。チュニジア沖で8つの斑点を持つ雄が、南フランスで9つの斑点を持つ雄が捕獲された。6つ目の斑点が存在する場合、他の5つと同様の大きさで、その中心に位置する。それより多い場合は他の6つよりも小さく、吻に向かって非対称に配置される。腹面はクリーム色で、縁は暗色。チュニジア沖でアルビノの雌が捕獲された。全長は雄が30センチメートル、雌が39センチメートル。最大で60センチメートルまで成長する。西アフリカ沖の個体は、地中海の個体よりも大きい傾向がある。

## 生態
一対の大きな電気器官から発生する強力な電気によって獲物を捕らえる。電気器官は筋肉の変化したもので、400 - 500個の電気柱で構成され、各柱は約400個のゼラチンから成る電気板が積み重なっている。電気柱は並列回路の役割を担う。放電は200ボルトに達することがある。実験によると、電気器官を支配する神経は15 °C以下では機能しなくなることが判明した。冬には海水温が15 °Cを下回る日もあるため、その間発電器官を使用しないか、寒い時期にも適応させる未知のメカニズムを持っている可能性がある。
単独で生活する夜行性の種で、多くの時間は海底で休んで過ごし、しばしば底に埋まっている。待ち伏せ型の捕食者で、獲物に襲いかかり、放電し一瞬で気絶させる。動けなくなった獲物を丸吞みにする。成魚は魚食性で、シタビラメ、ニシン、ボラ、ハゼ、ヒメジ、タイ、ネズッポ、アジなどの底魚を好む。副次的に大型の甲殻類を、まれにガンギエイも捕食する。幼魚は魚だけでなく、さまざまな無脊椎動物も食べる。季節や地域によって主要な獲物は異なる。例を挙げるとティレニア海では、秋と冬にはホンササウシノシタの幼魚が最も重要な獲物だが、春と夏には他の魚を捕食する。本種の寄生虫には、多節条虫亜綱の Phyllobothrium lactuca、単生綱の Amphibdella paronaperurugiae、Amphibdelloides benhassinae が挙げられる。
無胎盤性の胎生であり、胚は卵黄によって維持され、子宮分泌液によって追加の栄養を得る。他のエイと異なり、本種の子宮分泌液の有機物含有量はわずか1.2 %と少ない。卵黄は代謝に費やされるため、発生の過程で胚の質量は減少する。雌は卵巣と子宮が2つあるが、右側の生殖器が発達しており、より多くの胚が育つ。生殖周期は1年で、明確な季節性がある。地中海では、12月から2月に交尾が行われ、4 - 6ヶ月の妊娠期間を経て8月下旬から9月上旬に出産する。産仔数は最大19で、仔エイは出生時全長8.0 - 9.7 cm。西アフリカ沖では妊娠期間は6 - 8ヶ月で、出産は9月から10月。産仔数は最大28で、仔エイは出生時全長10.2 - 12.5 cm。雌の体の大きさに応じて産仔数も増加する。
妊娠した雌は沿岸の浅い場所に移動する。板鰓類の中では珍しく、河口や礁湖など、塩分濃度の高い場所でも低い場所でも出産する。出生直後の仔エイは最大4ボルト発電できる。仔エイは急速に成長し、それに伴い発電力も増加する。4ヶ月後には体重がほぼ2倍になり、発電力は26ボルトになる。性成熟する全長に雌雄で差は小さく、ティレニア海では雄が25 cm、雌が26 cm 、エジプト沖では雄が18 cm、雌が22 cm、チュニジア沖では雌雄とも19 cm、セネガル沖では雄が30 cm、雌が31 cm。

## 人との関わり
感電しても命に関わることは無い。古代では本種を含む電気魚が痛風など痛みや病気の治療に使用された。ローマの医師スクリボニウス・ラルグス(英語版)は、頭痛の治療に生きたシビレエイを患部に当てることを推奨した。食用になるが、漁業では価値が無く、捕獲してもほとんどが廃棄される。浅場の種の為、廃棄されても生き延びる可能性は高い。底引網など、漁業の影響を受けやすい。本種の漁獲量などのデータは無い。国際自然保護連合（IUCN）は本種を危急種に指定している。水族館で飼育されているが、生餌が必要。